# Plesictis
Plesictis — вимерлий рід хижих ссавців з родини мустелових, що жив у Європі протягом олігоцену та міоцену 33.9–20.0 Ma.
Plesictis був твариною завдовжки 75 сантиметрів. Його великі очі й дуже довгий хвіст свідчать про те, що він міг бути нічним і деревним. Судячи з його зубів, він був всеїдний.